# Dubbel
För andra betydelser, se Dubbel (olika betydelser).

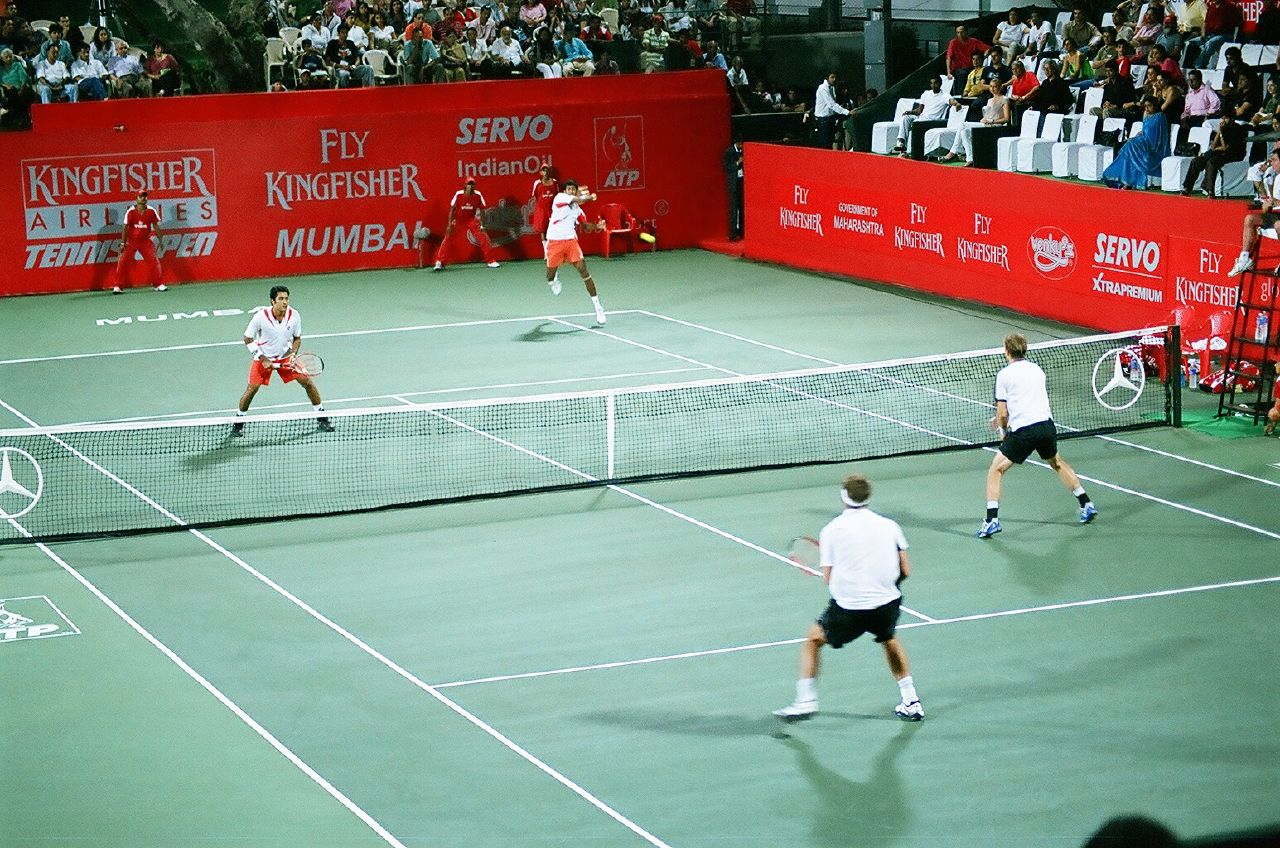
En dubbelmatch i tennis, där två deltagare spelar tillsammans mot två motståndare. Brukar kallas för dubbel.

Ordet dubbel betyder "två i en". Det används ofta om de idrottsgrenar där man spelar två och två i par – till exempel dubbel i tennis, bordtennis och badminton – men även just i betydelsen "två i en" eller "två av en".